# Ланг, Чеслав
Чеслав Ланг (пол. Czesław Lang, род. 17 мая 1955 в Колчигловом, Бытувский повят, Польша) — польский трековый и шоссейный велогонщик. Серебряный призёр Летних Олимпийских игр 1980 года в групповой гонке. Участник Летних Олимпийских игр 1976 года. Призёр чемпионатов мира по шоссейному велоспорту. С 1993 года — директор велогонки Тур Польши.

## Статистика выступления а Гранд турах
| Гранд тур       | 1982 | 1983 | 1984 | 1985 | 1986 | 1987 | 1988 | 1989 |
| --------------- | ---- | ---- | ---- | ---- | ---- | ---- | ---- | ---- |
| Джиро д’Италия  | 17   | 40   | 68   | 57   | 68   | 51   | 80   | 77   |
| Тур де Франс    | -    | -    | 93   | 89   | -    | WD   | -    | -    |
| Вуэльта Испании | -    | -    | -    | -    | -    | -    | -    | -    |

WD = снялся с соревнований